# سروکاج خاکستری
سروکاج خاکستری (نام علمی: Callitris canescens) نام یک گونه از سرده سروکاج‌ها است.